# The Quiet Life
The Quiet Life é o segundo álbum de estúdio da banda Anchor & Braille, um projeto solo acústico do vocalista da banda Anberlin Stephen Christian. O álbum foi lançado no dia 31 de julho de 2012 pela Tooth & Nail Records.

## Faixas
1. "Goes Without Saying" — 4:20
2. "Knew Then Know Now" — 4:11
3. "Find Me" — 4:04
4. "In With The New" — 3:19
5. "If Not Now When"  — 3:28
6. "Kodachrome" — 3:13
7. "Collapse" — 4:46
8. "Hymn For Her" — 5:05
9. "Everybody Here Wants You" — 5:15
10. "Before I Start Dreaming" — 4:12

## Referencias
1. Casey (2012-06-28). "Tooth & Nail | News | Welcome Anchor & Braille To The Tooth & Nail Family!". Toothandnail.com. Retirado em 12-07-2012.